# (3592) Nedbal
(3592) Nedbal (1980 CT) – planetoida z pasa głównego asteroid okrążająca Słońce w ciągu 3,59 lat w średniej odległości 2,35 j.a. Odkryła ją Zdeňka Vávrová 15 lutego 1980 roku.